# Hildegarda iz Bingena
Hildegarda iz Bingena (Bermersheim vor der Höhe, 16. rujna 1098. – Bingen am Rhein, 17. rujna 1179.) bila je njemačka časna sestra, katolička mističarka, književnica i skladateljica. Papa Benedikt XVI. proglasio je Hildergardu crkvenom naučiteljicom 7. listopada 2012.
Hildegarda je bila moćna žena za srednjovjekovno vrijeme. Komunicirala je s papama kao što je Anastazije IV., državnicima kao Abbot Suger, njemačkim vladarima kao što je Fridrik I. Barbarossa i poglavarima samostana kao što je bio Sveti Bernard. Oni su često molili za njezine molitve, za koje se smatralo da su vrlo efektivne, ili su je pitali za mišljenje. Često je putovala držeći javne govore što je bilo gotovo nezamislivo za ženu tog doba.

## Životopis
Hildegarda je rođena u plemićkoj obitelji koja je služila grofovima von Spanheim, bliskim rođacima vladarske obitelji von Hohenstauffen. Kako je bila deseto dijete, boležljiva od rođenja, kada je napunila osam godina, roditelji su je poslali crkvi kao desetinu (vrsta poreza) kako je bilo uobičajeno u srednjovjekovno vrijeme. Hildegarda je dodijeljena na odgoj časnoj sestri Juti blizu samostana Disibodenberg u Njemačkoj. Juta je bila izuzetno popularna i sakupila je mnogo sljedbenika, tako da se samostanski krug oko nje proširio. Nakon Jutine smrti 1136. Hildegarda je izabrana za poglavaricu zajednice i preselila grupu u novi samostan Rupertsberg u Bingenu na Rajni.
Od svoje rane mladosti, Hildegarda je tvrdila da ima religiozne objave. Primila je proročki poziv Boga pet godina nakon njezina izbora za poglavaricu samostana 1141. koji je od nje zahtijevao Piši što vidiš! U početku je oklijevala. Na kraju, nakon što joj je zdravlje popustilo od psihičkog tereta, članovi njezina reda nagovorili su je da piše. Kako su vijesti o njenim objavama postajale poznate, papa Eugen III. čuo je za Hildegardu preko Svetog Bernarda. Da bi utvrdio jesu li njezine vizije zaista božanski inspirirane, papa je sastavio komisiju koja je posjetila Hildegardu, a oni su je oni proglasili stvarnim mistikom.

## Radovi
Svoje vizije Hildegarda je sakupila u tri knjige: prva i najznačajnija Scivias (Znati put) završenu 1151., Liber vitae meritorum (Knjiga životnih zasluga) i De operatione Dei (O Božjim radovima) također poznatu kao Liber divinorum operum (Knjiga proročkih radova). U ovim knjigama, napisanim tokom njenog života, ona opisuje svaku viziju a zatim je objašnjava. Opis njenih vizija je bogato dekoriran po njenim instrukcijama, a dekoracije su vjerojatno iscrtale druge časne sestre u samostanu, dok je pomoć u prepisivanju dao redovnik Volmar, sa slikama vizija. Njene interpretacije su obično prilično tradicionalne katoličke prirode. Njeni živopisni opisi fizičkih senzacija koje su pratile njene vizije dijagnosticirane su od strane neurologa (uključujući popularnog autora Olivera Sacksa) kao simptomi migrene. Drugi su ih vidjeli samo kao živopisne ilustracije prevladavajuće crkvene doktrine njenog vremena koje je podržavala, radije nego kao stvarne vizije. Knjiga je proslavljena u srednjem vijeku i tiskana prvi put u Parizu 1513.
Skorašnji porast interesiranja za žene u srednjem vijeku je doveo do Hildegardine popularizacije, posebno njene glazbe. Oko osamdeset kompozicija je sačuvano, što je značajno veći opus od svih poznatih srednjovjekovnih skladatelja. Među poznatijim radovima je Ordo Virtutum (Red vrlina ili Igra Vrlina), vrsta ranog oratorija za ženske glasove, s jednim muškim glasom – glasom Sotonal. Napisan je, kao i sva ostala njena glazba, da bi ga izvodile časne sestre njenog reda. Tekst njenih kompozicija koristi formu modificiranog srednjovjekovnog latinskog jezika jedinstvena za Hildegardu za koji je kreirala mnogo novih, sastavljenih ili skraćenih riječi. Sama glazba je monofona, sastavljena za ograničenu instrumentalnu pratnju, koristeći obično panovu frulu i okarakterizirana izuzetnim sopranskim dionicama. 
Osim glazbe, Hildegarda je pisala medicinske, botaničke i geološke traktate, i čak izmislila alternativnu abecedu. Zbog izuma riječi i konstruirane abecede, mnogi ju među tvorcima i proučavateljima umjetnih jezika smatraju svojom srednjovjekovnom pretečom.

## Štovanje
Hildegarda je jedna od prvih svetica za koje je kanonizacija službeno započeta, ali je proces trajao tako dugo da sva četiri pokušaja kanonizacije (posljednji je bio 1244.) nisu uspjela. Ipak, ona je bila zvana sveticom u narodu i prije nego što je kanonizacija počela. Kao rezultat dugoročne posvećenosti naroda, njeno je ime uzdignuto u rang svetaca u 16. stoljeću bez formalnog procesa kanonizacije. Njen spomendan je 17. rujna. Kovčeg s njenim relikvijama čuva se u njenom drugom samostanu u Eibingenu blizu Rüdesheima na Rajni.
Njoj u čast nosi ime asteroid 898 Hildegard.

## Vanjske poveznice
- Katolički kalendar, Portal Laudato, 17. rujna 2015.
- (engl.) (njem.) Lik i djelo Hildegarda iz Bingena, tekstovi raznih autora, bibliografija i više.
- (engl.) Članak o liku i djelu  Arhivirana inačica izvorne stranice od 29. kolovoza 2007. (Wayback Machine) Hildegarda iz Bingena (napisala Kristina Lerman)
- (engl.) Diskografija Hildegarda iz Bingena